# Сана Нилсен
Сана Нилсен (швед. Sanna Nielsen; рођена 27. новембра 1984. године) шведска је поп певачица.
Учествовала је на националној селекцији за избор за Песму Евровизије 7 пута. Победила је 2014. године и представљала је Шведску на Песми Евровизије и освојила друго место у полуфиналу а треће у финалу.

## Дискографија
- 1996 — Silvertoner
- 1997 — Min önskejul
- 1999 — Människan och skapelsen
- 2001 — Min önskejul
- 2006 — Nära mej nära dej
- 2007 — Sanna 11–22
- 2008 — Stronger
- 2011 — I'm in Love
- 2012 — Vinternatten
- 2014 — 7